# Lyckohjulet
För andra betydelser, se Lyckohjulet (olika betydelser).

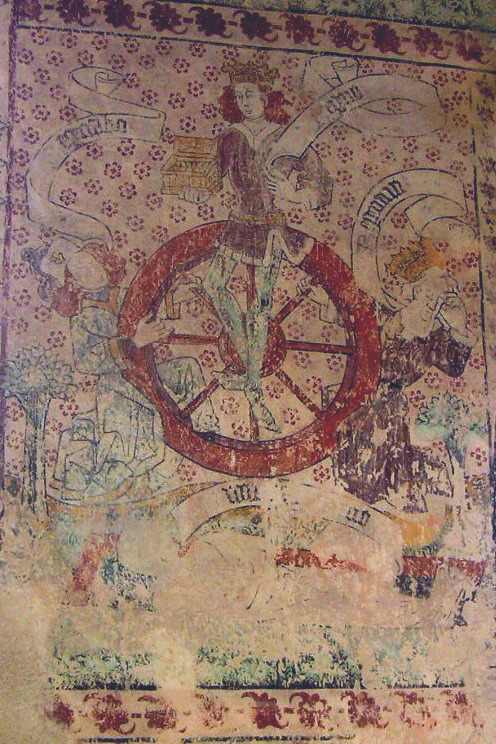
Livets lyckohjul i Enångers gamla kyrka

Lyckohjulet, är en i medeltidens konst vanlig sinnebild - i litteraturen antydd redan av klassiska och gammalkristna författare - för lyckans och det mänskliga ödets eviga obeständighet. Det kallas även för "Livets hjul" eller "Livshjulet".

## Historia
Den först kända och daterade förekomsten är en illustration i abbedissan Herrad von Landsbergs "Hortus deliciarum" (1159–1175). Redan där har den samma gestalt som den sedan behöll oförändrad genom hela medeltiden: ett hjul, på vilket en människa håller sig fast genom livets cykel, först uppstigande, överst tronande med krona på huvudet, i tredje fasen fallande och i den sista död. Bredvid hjulet sitter en kvinna som vrider det runt. Framställningen grundar sig på en beskrivning i den senlatinske filosofen Boethius verk "De consolatione philosophiæ" (kap. II), där Fortuna, den antika lyckogudinnan, på överensstämmande sätt skildrar det av henne styrda ödets växlingar.
"Snabbt vänder jag hjulet. Jag älskar att upphöja det, som var i det djupa, och neddra det, som högt står".
Troligen genom ett missförstånd av detta ställe hos Boethius har sedan Honorius av Autun i "Speculum ecclesiæ" framställt saken så, att det är Fortuna själv som är bunden vid ett evigt kringsvängande hjul och det illustreras tydligt i en samtida kalkmålning med Herrads bild i Slaglille kyrka i Danmark.
Annars anses i påföljande tid det först nämnda schemat vara det normerande. Ofta använde man katedralernas rundfönster som en förevändning för sinnebildens framställande; som till exempel i Basel, Amiens, Verona med flera. I målningar som den i Udby i Danmark kan man se Fortuna stående bakom hjulet samtidigt som hon svänger det. Långt vanligare, särskilt mot medeltidens slut, är att hela fortunafiguren utelämnats och att antalet figurer runt hjulet är minskade till tre eller fyra; en uppklättrande, en på hjulets topp, en nedfallande, ibland även en under som ligger död i en grav, samtliga med inskrifter som: regnabo ("jag skall regera"), regno ("jag regerar"), regnavi ("jag har regerat") samt vid den döde: sum sine regno ("jag har intet rike"). I några fall som i ett träsnitt i Sebastian Brants "Narrenschiff" 1494, är dessa figurer utbytta mot åsnor iklädda narrkläder, eller så har lyckojagandets dåraktighet prioriterats och blivit satiriskt understruket. En inte ovanlig variation av temat visar Gud Fader, alternativt hans hand som sträcker sig ur ett moln och sätter hjulet i rörelse, en illustration till Augustinus "De civitate Dei", och andra teologers framhållande av Gud som det obeständiga ödets herre.

## Några svenska kyrkor med lyckohjul
I Sverige förekommer lyckohjul på flera håll bland kyrkornas vägg- och valvmålningar. Det äldsta kända exemplet är i Borrby i Skåne från 1330-1340-talet. Från omkring 1450 är hjulet i Ösmo kyrka i Södermanland, där även Fortuna är avbildad stående bakom hjulet. Jämnårig med denna bild är den i Funbo kyrka i Uppland. Något senare blir lyckohjulens framställningar mycket vanliga och man finner flera sådana i Husby sjutolft. Den rikt klädda, bredvid hjulet stående kvinnan torde vara fru Fortuna, bland annat i Härkeberga kyrka i Uppland, Kumlas i Västmanland, Öjas i Skåne och Ytterlännäs gamla kyrka i Ångermanland, samtliga är från 1400-talets slut. Från 1500-talets början finns de i Frötuna och Dannemora i Uppland, med flera kyrkor. Ännu efter reformationens genomförande uppträder sinnebilden emellanåt, som till exempel i Sorunda 1549, och i folklig konst långt fram i nyare tid, ett exempel är en målad bonad från Blekinge, skapad i 1800-talets början och nu förvarad i Nordiska museet i Stockholm.

## Lyckohjul i konsten

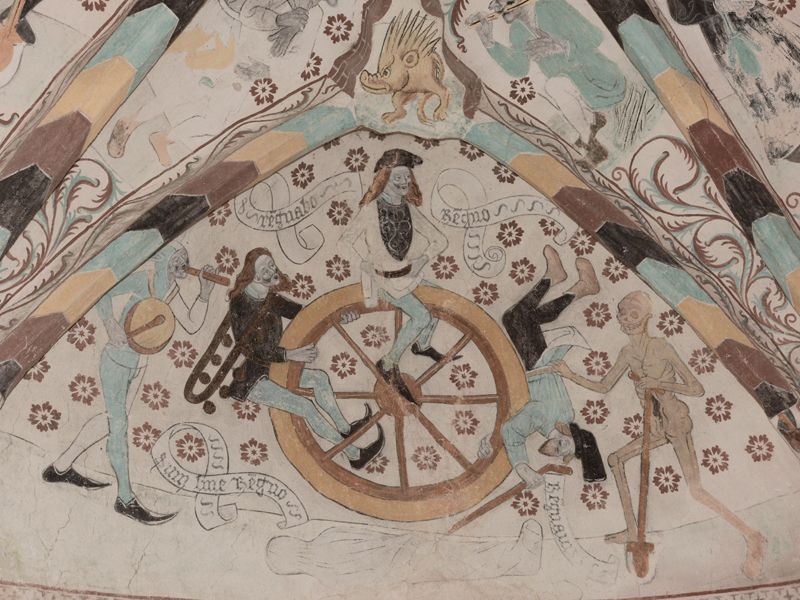
Väggmålningar i Härkeberga kyrka av Albertus Pictor.
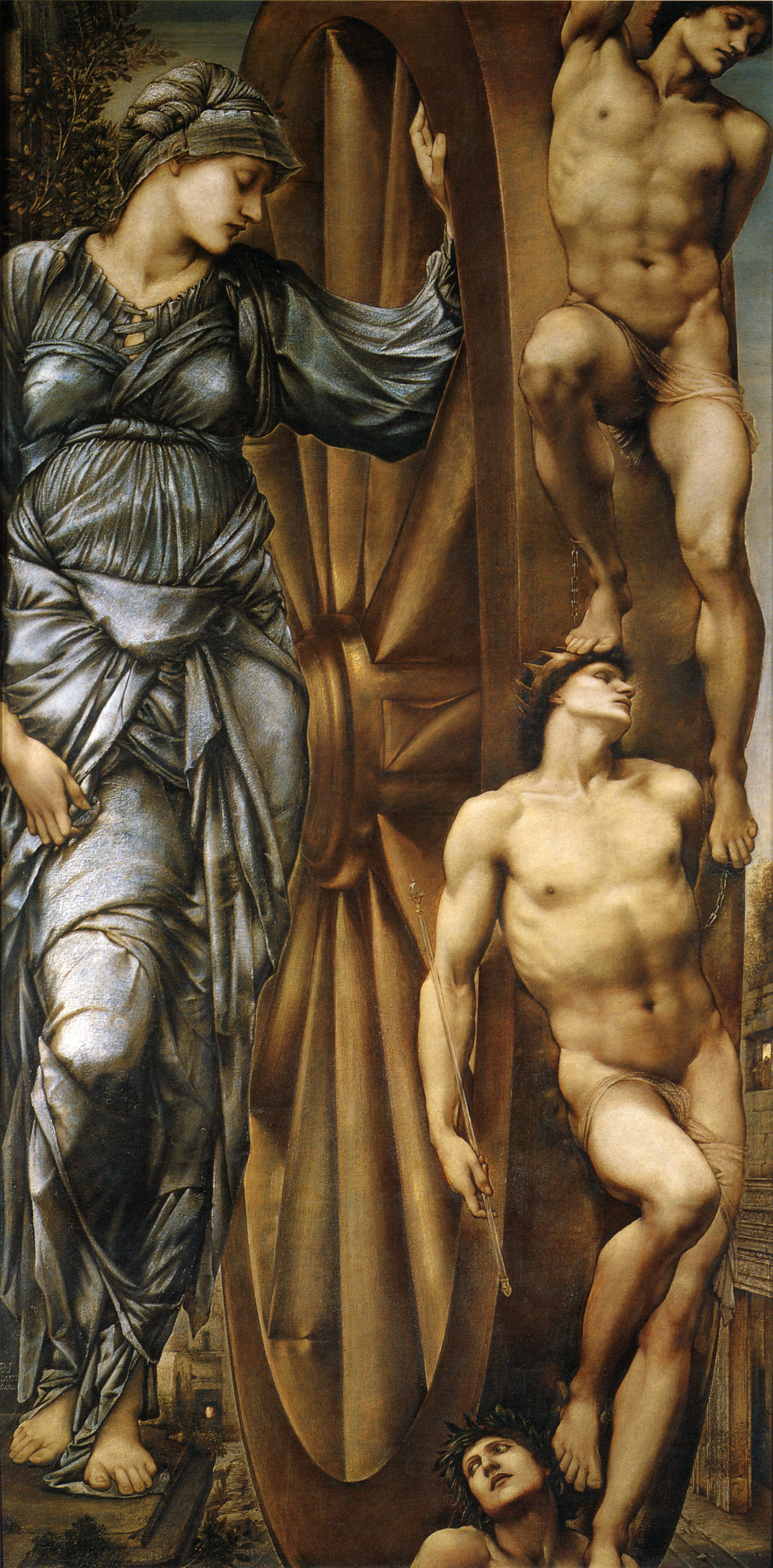
Edward Burne-Jones Lyckohjulet (1875–1883), Musée d'Orsay.